# Hawaiian Open 1981
L'Hawaiian Open 1981 è stato un torneo di tennis giocato sul cemento. È stata l'8ª edizione del Hawaiian Open, che fa parte del Volvo Grand Prix 1981. Si è giocato a Maui negli Stati Uniti, dal 29 settembre al 5 ottobre 1981.

## Campioni

### Singolare
Hank Pfister ha battuto in finale  Tim Mayotte con il punteggio di 6–4, 6–4

### Doppio
Tony Graham /  Matt Mitchell hanno battuto in finale  John Alexander /  James Delaney con il punteggio di 6–3, 3–6, 7–6